# Ервін Беме
Ервін Беме (нім. Erwin Böhme; 29 липня 1879, Гольцмінден, Німецька імперія — 29 листопада 1917, Зоннебеке, Бельгія) — німецький льотчик-ас, оберлейтенант Імперської армії. Кавалер ордена Pour le Mérite.

## Біографія
Закінчив технічне училище в Дортмунді і, склавши державні іспити, почав працювати як інженер в Ельберфельді (Німеччина), а пізніше — в Цюриху та Білі (Швейцарія). В 1909 році керував будівництвом канатної дороги у Східній Африці.
Повернувся до Німеччини, коли розпочалася Перша світова війна. Вступив до кінно-єгерського полку, пізніше подав заяву про перехід в авіацію, куди і був переведений. Виявив талант у пілотуванні, у зв'язку з чим був залишений інструктором у льотній школі спочатку у Деберіці, а потім у Лінденталі.
В грудні 1915 року був направлений на Східний фронт у 10-ьту бойову ескадрилью, якою командував гауптман Вільгельм Бельке, старший брат аса Освальда Бельке. За час служби в ескадрильї збив, згідно з власними рапортами, три російські літаки, але підтвердження отримав лише за один, збитий 2 серпня 1915 року. Як правило, ці машини не включаються до списку його перемог.
5 березня 1916 року відбулася зустріч Ервіна Беме та Освальда Бельке, який відвідав ескадрилью брата з метою відбору найкращих льотчиків. Таким чином, Беме потрапив у 2-гу винищувальну ескадрилью.
29 жовтня 1916 року сталося трагічне зіткнення в повітрі під час бою літака Беме з літаком Бельке, внаслідок якого той загинув. З цього моменту Беме щодня згадував про цю трагедію, хоча провини його в цьому не було.
Після загибелі Бельке кількість перемог Беме досягла 12. 11 лютого 1917 року був поранений у бою з 1/2 Strutter. Після одужання певний час знову працював інструктором у льотній школі Valenciennes. 2 липня 1917 року перейняв командування 29-ю винищувальною ескадрильєю, де здобув ще одну перемогу. 18 серпня повернувся в 2-гу винищувальну ескадрилью, яка вже носила ім'я Бельке, як командир.
Загинув у бою над Зоннебеком. Це був його третій виліт того дня. Беме був збитий капітаном Джоном Паттерном, літак спалахнув і впав на території противника. Британці поховали його з почестями у Керслархуку. Після війни його прах був перепохований на цвинтарі Гінтер-ден-Лінден.
Всього за час бойових дій здобув 24 перемоги, ще одна перемога залишилась непідтвердженою.

## Нагороди
- Залізний хрест 2-го і 1-го класу
- Королівський орден дому Гогенцоллернів, лицарський хрест з мечами (12 березня 1917)
- Pour le Mérite (24 листопада 1917)